# 全国高等学校対抗ボウリング選手権大会
全国高等学校対抗ボウリング選手権大会は日本の高校ボウリング部対抗の選手権大会である。主催はJAPAN BOWLING。

## 歴史
第1回大会は1994年で、当時は全日本ボウリング協会と中部日本放送(当時、現CBCテレビ・CBCラジオ)との共催で愛知県名古屋市の星ヶ丘ボウルで開催された。
その後第10回大会をもってCBCが主催者から撤退し、第11回大会は神奈川県新横浜プリンスホテル（現在は閉鎖）、第12回大会からは文部科学大臣杯と賞状が贈られることが決まり、総務省・文部科学省が主導する「スポーツ拠点づくり推進事業」の一環として、12月に川崎市で開催されることになった。2011年大会からBS-TBSでTV放映を行っていた時期もある。
2020年より東海地方に戻り、津グランドボウル（三重県）で開催。津グランドボウルのレーン数削減に伴い、2024年よりMKボウル上賀茂（京都府）に会場を移している。

## 大会方式

### 参加チーム
1チーム、同じ高校在学の2名で1チームを編成する。それぞれのチームに補欠1名を帯同させることが可能。同一高校に男子15名・女子6名以上の登録選手がいる場合、1校から2チームまで参加が可能であるが、決勝ラウンドには各校1チームのみの参加となる。
前年度の優勝校は翌年度の大会に1チームシードとして出場できる。

### トーナメント
予選ラウンドは、1チーム2人がそれぞれ3ゲームずつを3ラウンド（1ゲームごとにレーン移動）、計9ゲームを行う。9ゲームの合計得点の男女それぞれ8チームが決勝トーナメントに進出。
決勝トーナメントは2校同士の対抗方式で行われる。ベーカー方式ではなく、1チーム2人がそれぞれ10フレーム投球し、2名の合計得点が上回った高校が次のラウンドに進出。1回戦・2回戦を勝ち上がり、決勝の勝者が優勝校となる。決勝トーナメントで合計得点が並んだ場合は、代表者1名による9・10フレーム決定戦で勝利校を決める。

## 歴代優勝校
| 年度   | 回 | 男子優勝校                                | 女子優勝校                             | 会場                                   |
| ------ | -- | ----------------------------------------- | -------------------------------------- | -------------------------------------- |
| 1994年 | 1  | 南京都高等学校(京都府)                    | 徳島市立商業高等学校(徳島県)           | 星ヶ丘ボウル                           |
| 1995年 | 2  | 南京都高等学校(京都府)                    | 静岡県立静岡城北高等学校(静岡県)       | 星ヶ丘ボウル                           |
| 1996年 | 3  | 北海道石狩高等学校(北海道)                | 東海大学山形高等学校(山形県)           | 星ヶ丘ボウル                           |
| 1997年 | 4  | 福岡第一高等学校(福岡県)                  | 石川県立金沢伏見高等学校(石川県)       | 星ヶ丘ボウル                           |
| 1998年 | 5  | 東京学園高等学校(東京都)                  | 神奈川県立釜利谷高等学校(神奈川県)     | 星ヶ丘ボウル                           |
| 1999年 | 6  | 福岡第一高等学校(福岡県)                  | 日本女子大学付属高等学校(神奈川県)     | 星ヶ丘ボウル                           |
| 2000年 | 7  | 大阪市立泉尾工業高等学校(大阪府)          | 古川学園古川商業高等学校(宮城県)       | 星ヶ丘ボウル                           |
| 2001年 | 8  | 神奈川県立釜利谷高等学校(神奈川県)        | 大阪市立泉尾工業高等学校(大阪府)       | 星ヶ丘ボウル                           |
| 2002年 | 9  | 秀岳館高等学校(熊本県)                    | 福岡第一高等学校(福岡県)               | 星ヶ丘ボウル                           |
| 2003年 | 10 | 福岡第一高等学校(福岡県)                  | 岡山理科大学附属高等学校(岡山県)       | 星ヶ丘ボウル                           |
| 2004年 | 11 | 新名学園旭丘高等学校(神奈川県)            | 沖縄県立北谷高等学校(沖縄県)           | 新横浜プリンスホテルボウリングセンター |
| 2005年 | 12 | 金沢市立工業高等学校(石川県)              | 沖縄県立北谷高等学校(沖縄県)           | 川崎Aボウル                            |
| 2006年 | 13 | 愛知工業大学名電高等学校(愛知県)          | 高崎健康福祉大学高崎高等学校(群馬県)   | 川崎Aボウル                            |
| 2007年 | 14 | 山本学園高等学校(山形県)                  | 湘南学院高等学校(神奈川県)             | 川崎グランドボウル                     |
| 2008年 | 15 | 福岡第一高等学校(福岡県)                  | 青森工業高等学校(青森県)               | 川崎グランドボウル                     |
| 2009年 | 16 | 府立藤井寺工科高等学校(大阪府)            | 堀越高等学校(東京都)                   | 川崎グランドボウル                     |
| 2010年 | 17 | 京都府立東稜高等学校(京都府)              | 豊川高等学校(愛知県)                   | 川崎グランドボウル                     |
| 2011年 | 18 | 青森山田高等学校埼玉校(埼玉県)            | 堀越高等学校A(東京都)                  | 川崎グランドボウル                     |
| 2012年 | 19 | 八戸工業大学第一高校(青森県)              | 津田学園高校(三重)                     | 川崎グランドボウル                     |
| 2013年 | 20 | 金沢市立工業高等学校A(石川県)             | 福島東稜高等学校(福島県)               | 川崎グランドボウル                     |
| 2014年 | 21 | 埼玉県立大宮工業高等学校B（埼玉県）       | 今治西高等学校(愛媛県)                 | 川崎グランドボウル                     |
| 2015年 | 22 | 神奈川県立横須賀工業高等学校A（神奈川県） | 堀越高等学校A(東京都)                  | 川崎グランドボウル                     |
| 2016年 | 23 | 堀越高等学校(東京都)                      | 神奈川県立横浜南陵高等学校（神奈川県） | 川崎グランドボウル                     |
| 2017年 | 24 | 国士舘高等学校(東京都)                    | 和歌山県立和歌山北高等学校（和歌山県） | 川崎グランドボウル                     |
| 2018年 | 25 | 神奈川県立横須賀工業高等学校（神奈川県）  | 福岡第一高等学校（福岡県）             | 川崎グランドボウル                     |
| 2019年 | 26 | 岐阜聖徳学園（岐阜県）                    | 静岡県立富岳館高等学校（静岡県）       | 川崎グランドボウル                     |
| 2020年 | 27 | 桐生第一高等学校（群馬県）                | 福岡第一高等学校（福岡県）             | 津グランドボウル                       |
| 2021年 | 28 | 沖縄県立中部商業高等学校（沖縄県）        | 神奈川県立綾瀬西高等学校（神奈川県）   | 津グランドボウル                       |
| 2022年 | 29 | 名古屋工業高等学校（愛知県）              | 前橋市立前橋高等学校（群馬県）         | 津グランドボウル                       |
| 2023年 | 30 | 沖縄県立首里東高等学校                    | 神奈川県立綾瀬西高等学校（神奈川県）   | 津グランドボウル                       |
| 2024年 | 31 | 洛陽総合高等学校（京都府）                | 神奈川県立大和東高等学校（神奈川県）   | MKボウル上賀茂                         |